# José Delbo
José Delbo   (Buenos Aires, 9 de desembre de 1933 - Boca Raton, 5 de febrer de 2024) nom artístic de José María Del Bó, va ser un dibuixant de còmics argentí. Conegut sobretot pel seu treball a Wonder Woman per a DC Comics i The Transformers per a Marvel Comics.

## Biografia
José María Del Bó va néixer el 9 de desembre de 1933. Es va convertir en dibuixant professional de còmics a 16 anys treballant per a la sèrie argentina, Poncho Negro. A causa de la inestabilitat política a l'Argentina, el 1963 es va traslladar al Brasil i dos anys més tard als Estats Units. Els seus primers treballs per al mercat nord-americà van incloure Billy the Kid per a Charlton Comics. Va dibuixar molts còmics relacionats amb la televisió per a Dell Comics i els còmics Gold Key de Western Publishing, com ara The Brady Bunch, Hogn's Heroes, The Mod Squad, The Monkees i The Twilight Zone. Una biografia de còmics de Dwight D. Eisenhower dibuixada per Delbo va ser publicada per Dell el 1969 poc després de la mort de l'antic president. Delbo va anomenar The Monkees, The Lone Ranger i una adaptació de la pel·lícula Yellow Submarine entre els seus projectes preferits.
El seu primer treball per a DC Comics va aparèixer a The Spectre núm.10 (maig – juny de 1969). Delbo es va convertir en l'artista del títol de Wonder Woman amb el número 222 (febrer març de 1976) i va dibuixar la sèrie fins al número 286 (desembre de 1981). Després de la popularitat de la sèrie de televisió Wonder Woman (inicialment ambientada durant la Segona Guerra Mundial ), Delbo i l'escriptor Martin Pasko van transposar la sèrie de còmics a aquesta època. Uns mesos després que la sèrie de televisió canviés d'ambientació a la dècada de 1970, Delbo i Jack C. Harris van tornar el còmic a la línia de temps contemporània. Poc després, Steve Trevor, l'interès amorós de la Dona Meravella va ser assassinat, però l'escriptor Gerry Conway i Delbo van tornar el personatge a la vida al número 271 (setembre de 1980). The Lumberjack, un personatge creat per Delbo i Conway a Wonder Woman núm. 268 (juny de 1980) va aparèixer a la sèrie de televisió Supergirl el 2015. Conway i Delbo van presentar una nova versió del Cheetah al número 274 (desembre de 1980).
L'altre treball de Delbo per a DC inclou la família Batman, tres històries per a "Whatever Happened to...?" funció de còpia de seguretat a DC Comics Presents, la funció de Jimmy Olsen a The Superman Family, i la funció Batgirl a Detective Comics . El seu darrer treball principal per a DC va ser una breu edició de la funció Superman / Batman a World's Finest Comics el 1985.
El 1986, Delbo va començar a treballar per a Marvel Comics on va dibuixar ThunderCats, The Transformers, i NFL SuperPro . Va co-crear Brute Force amb Simon Furman el 1990.
Delbo va ensenyar a The Kubert School des dels anys 90 fins al 2005. Després de traslladar-se a Florida, va ensenyar al programa "Delbo Cartoon Camp" per a nens en edat escolar a Boca Raton.
Delbo va morir el febrer de 2024, als 90 anys

## Premis
Delbo va rebre un premi Inkpot a la San Diego Comic-Con el 2013.